# James R. Alexander
James R. „Jim“ Alexander (* 3. September 1930 in Los Angeles, Kalifornien; † 19. August 2019 in Woodland Hills, Kalifornien) war ein US-amerikanischer Tonmeister.

## Leben
Alexander begann seine Karriere Mitte der 1950er Jahre, sein Debüt war das Drama Giganten von George Stevens, der letzte Film James Deans. Sowohl bei diesem als auch bei den meisten folgenden Filmen bis Ende der 1960er Jahre blieb er ohne Namensnennung im Abspann. Ab Beginn der 1970er Jahre arbeitete als Tontechniker und später Tonmeister an zahlreichen großen Hollywoodproduktionen, so zwischen 1973 und 1975 an drei Filmen von Clint Eastwood. 1984 entstand eine langjährige Zusammenarbeit mit John Hughes. Beginnend mit Das darf man nur als Erwachsener war er an sieben Komödien Hughes beteiligt, es folgten sechs weitere Komödien, bei denen Hughes für das Drehbuch verantwortlich war.
1981 war Alexander für Nashville Lady erstmals für den Oscar in der Kategorie Bester Ton nominiert. Zudem erhielt er für den Film eine BAFTA-Film-Award-Nominierung in der Kategorie Bester Ton. Eine zweite und letzte Nominierung für den Oscar erfolgte 1984 für Zeit der Zärtlichkeit.
Alexander war zudem auch für das Fernsehen tätig, unter anderem arbeitete er an den Fernsehserien Kojak – Einsatz in Manhattan, Kampfstern Galactica, Simon & Simon, Alfred Hitchcock Presents und Columbo. 1993 zog er sich aus dem Filmgeschäft zurück.

## Filmografie (Auswahl)
- 1956: Giganten (Giant)
- 1962: Einsam sind die Tapferen (Lonely Are the Brave)
- 1965: Der Mann vom großen Fluß (Shenandoah)
- 1970: Sie möchten Giganten sein (Sometimes a Great Notion)
- 1973: Ein Fremder ohne Namen (High Plains Drifter)
- 1976: Familiengrab (Family Plot)
- 1980: Nashville Lady (Coal Miner’s Daughter)
- 1982: Star Trek II: Der Zorn des Khan (Star Trek II: The Wrath of Khan)
- 1983: Zeit der Zärtlichkeit (Terms of Endearment)
- 1985: The Breakfast Club
- 1986: Ferris macht blau (Ferris Bueller’s Day Off)
- 1987: Ein Ticket für zwei (Planes, Trains & Automobiles)
- 1989: Schöne Bescherung (National Lampoon's Christmas Vacation)
- 1990: Kevin – Allein zu Haus (Home Alone)
- 1992: Kevin – Allein in New York (Home Alone 2: Lost in New York)

## Auszeichnungen (Auswahl)
- 1981: Oscar-Nominierung in der Kategorie Bester Ton für Nashville Lady
- 1982: BAFTA-Film-Award-Nominierung in der Kategorie Bester Ton für Nashville Lady
- 1984: Oscar-Nominierung in der Kategorie Bester Ton für Zeit der Zärtlichkeit